# Алейник Олег Ігорович
Олег Ігорович Алейник (рос. Олег Игоревич Алейник; нар. 8 лютого 1989, Гуково, Ростовська область, РРФСР) — російський футболіст, півзахисник.

## Життєпис
Народився у Гуково, Ростовська область. Вихованець волгоградського футболу, але першим професійним клубом став клуб із малої батьківщини – «Ростов». У 2006 та 2007 році був заявлений за основну команду, але не зіграв жодного матчу. 2008 року перейшов до «Москви», де також був заявлений за першу команду, але на полі так і не з'явився. Першим матч у ФНЛ зіграв за липецький «Металург» 17 серпня 2024 року проти «Сибіру» (Новосибірськ). Потім перейшов до «Уралу». Тим не менш, того ж літа підписав контракт з волгоградським «Ротором», який залишив у липні 2013 року через недостатню кількість ігрового часу.
30 липня 2013 року став гравцем волгоградської «Олімпії». У лютому 2014 року перейшов в астраханський «Волгар». Відіграв у клубі два роки, перейшов у «Кубань», яка грає у ФНЛ.
Згодом спалахнув скандал: «Урал» заявив, що півзахисник підписав контракт, але Алейник так і не з'явився на збори клубу для підготовки до сезону, а підписав контракт з «Кубанню».
Влітку 2018 року перейшов до «СКА-Хабаровська».
Після закінчення сезону 2018/19 років повернувся до «Ротора». Протягом сезону включався до символічної збірної ФНЛ.
Вийшов із «Ротором» до Прем'єр-ліги. У вищому дивізіоні чемпіонату Росії дебютував 11 серпня 2020 року в поєдинку проти петербурзького «Зеніту». Через сезон перейшов до «Чайки», але після переведення останньої у Другий дивізіон у тому ж міжсезонні почав виступати за «Балтику».

## Статистика виступів

### Клубна
Станом на 2022-06-22
| Сезон   | Клуб                   | Ліга                | Чемпіонат | Чемпіонат | Кубок | Кубок | Дубль | Дубль |
| Сезон   | Клуб                   | Ліга                | Матчі     | Голи      | Матчі | Голи  | Матчі | Голи  |
| ------- | ---------------------- | ------------------- | --------- | --------- | ----- | ----- | ----- | ----- |
| 2006    | «Ростов»               | РФПЛ                | 0         | 0         |       |       | 22    | 3     |
| 2007    | «Ростов»               | РФПЛ                | 0         | 0         |       |       | 13    | 1     |
| 2008    | «Москва»               | РФПЛ                | 0         | 0         |       |       | 18    | 1     |
| 2009    | «Москва»               | РФПЛ                | 0         | 0         |       |       | 11    | 2     |
| 2009    | → «Металург» (Липецьк) | Перший дивізіон ПФЛ | 12        | 0         |       |       | —     | —     |
| 2010    | «Ротор»                | Перший дивізіон ПФЛ | 21        | 1         | 1     | 0     | —     | —     |
| 2011/12 | «Ротор»                | Другий дивізіон     | 18        | 2         |       |       | —     | —     |
| 2012/13 | «Ротор»                | Перший дивізіон ПФЛ | 8         | 0         | 1     | 0     | —     | —     |
| 2013/14 | «Олімпія» (Волгоград)  | Другий дивізіон     | 19        | 9         |       |       | —     | —     |
| 2013/14 | «Волгар»               | Другий дивізіон     | 11        | 1         |       |       | —     | —     |
| 2014/15 | «Волгар»               | Перший дивізіон ПФЛ | 26        | 2         | 1     | 0     | —     | —     |
| 2015/16 | «Волгар»               | Перший дивізіон ПФЛ | 29        | 12        | 1     | 0     | —     | —     |
| 2016/17 | «Кубань»               | Перший дивізіон ПФЛ | 29        | 2         |       |       | —     | —     |
| 2017/18 | «Кубань»               | Перший дивізіон ПФЛ | 28        | 5         | 1     | 0     | —     | —     |
| 2018/19 | «СКА-Хабаровськ»       | Перший дивізіон ПФЛ | 30        | 2         | 1     | 0     | —     | —     |
| 2019/20 | «Ротор»                | ФНЛ                 | 22        | 2         | 1     | 0     | —     | —     |
| 2020/21 | «Ротор»                | РПЛ                 | 23        | 0         | 1     | 0     | —     | —     |
| 2021/22 | «Балтика»              | ФНЛ                 | 11        | 0         | 2     | 0     | —     | —     |

## Досягнення
- Другий дивізіон / Першість ПФЛ (зона «Південь»)
  -  Чемпіон (2): 2011/12, 2013/14

- Кубок ФНЛ
  -  Володар (1): 2015

- Участь у стикових матчах за вихід до Прем'єр-ліги: 2015/16